# Tešče črevo
Tešče črevo ali jejunum je srednji in najdaljši od treh odsekov tankega črevesa; leži med dvanajstnikom in vitim črevesom. Pri odraslem človeku meri dolžina tankega črevesa do 8 metrov, od tega pripada okoli 3,5 metra teščemu črevesu. V teščem črevesu je pH okoli 7-8, torej gre za nevtralno ali rahlo alkalno okolje. Jejunum in ileum sta na zadajšnji strani povezana z mezenterijem, ki jima daje veliko gibljivost v trebušni votlini.
Mukozna membrana na notranji površini črevesa je prekrita s številnimi vilusi, ki močno povečajo površino, ki je na razpolago za absorpcijo hranil iz svetline v stene teščega črevesa. Za razliko od dvanajstnika tešče črevo ne vsebuje Brunnerjevih žlez, vsebuje pa tudi manj čašic kot vito črevo in ne poseduje Peyerjevih ploščic.  